# Eat It
| 전문가 평가 | 전문가 평가 |
| 평가 점수   | 평가 점수   |
| 출처        | 점수        |
| ----------- | ----------- |
| AllMusic    | [ 1 ]       |

《Eat It》은 1973년 4월, A&M 레코드를 통해 발매된 영국의 록 밴드 험블 파이의 여섯 번째 음반이다. 더블 음반으로 발매된 이 음반은 미국 빌보드 200 13위, 영국 음반 차트 34위, 오스트레일리아 9위로 정점을 찍었다.

## 배경
스티브 메리어트는 일찍부터 그룹과 백 보컬에 대해 이야기해 왔다. 《Eat It》 녹음에서 그는 베네타 필즈와 연락을 취하며 그녀를 도와줄 다른 두 명의 여성을 찾아달라고 요청했다. 필즈는 블랙베리스가 될 클라이디 킹과 셜리 매튜스(이전에는 래렛츠 소속)를 선택하고 런던으로 날아갔다. 메리어트가 험블 파이와 함께 투어 공연을 요청하자 셜리 매튜스는 두 자녀와 남편 등 다른 약속으로 인해 거절했다. 매튜스는 빌리 바넘을 블랙베리스 멤버로 선택했다.
이 더블 음반의 각 면은 다른 1면에는 스티브 메리어트 펜으로 로큰롤을 장식하고, 2면에는 클래식 R&B 커버가 있고, 3면에는 어쿠스틱 스티브 메리어트 곡 모음이 있으며, 4면에는 스코틀랜드 글래스고의 그린스 플레이하우스에서 험블 파이가 라이브로 공연 중이다.

## 곡 목록
모든 곡들은 특별한 언급이 없는 한 스티브 메리어트에 의해 작사/작곡하였다.
| #  | 제목                         | 재생 시간 |
| -- | ---------------------------- | --------- |
| 1. | 〈Get Down to It〉           | 3:25      |
| 2. | 〈Good Booze and Bad Women〉 | 3:11      |
| 3. | 〈Is It for Love?〉          | 4:39      |
| 4. | 〈Drugstore Cowboy〉         | 5:35      |

| #  | 제목                               | 작사·작곡                  | 재생 시간 |
| -- | ---------------------------------- | -------------------------- | --------- |
| 1. | 〈Black Coffee〉                   | 아이크 터너, 티나 터너     | 3:09      |
| 2. | 〈I Believe to My Soul〉           | 레이 찰스                  | 4:03      |
| 3. | 〈Shut up and Don't Interrupt Me〉 | 조니 브리스톨, 에드윈 스타 | 2:58      |
| 4. | 〈That's How Strong My Love Is〉   | 루즈벨트 제이미슨          | 3:44      |

| #  | 제목                            | 재생 시간 |
| -- | ------------------------------- | --------- |
| 1. | 〈Say No More〉                 | 1:58      |
| 2. | 〈Oh, Bella (All That's Hers)〉 | 3:25      |
| 3. | 〈Summer Song〉                 | 2:42      |
| 4. | 〈Beckton Dumps〉               | 3:13      |

| #  | 제목                 | 작사·작곡                                         | 재생 시간 |
| -- | -------------------- | ------------------------------------------------- | --------- |
| 1. | 〈Up Our Sleeve〉    | 메리어트, 그레그 리들리, 클렘 클렘프슨, 제리 셜리 | 4:57      |
| 2. | 〈Honky Tonk Women〉 | 키스 리처즈, 믹 재거                              | 4:03      |
| 3. | 〈Road Runner〉      | 에디 홀랜드, 라몬트 도지어, 브라이언 홀랜드       | 13:28     |